# ワレンティン・モルダフスキー
ワレンティン・モルダフスキー（ロシア語: Валентин Молдавский、英語: Valentin Moldavsky、1992年2月6日 - ）は、ロシアの男性総合格闘家、サンビスト。ルハーンシク州ノボプスコフ出身。チーム・ヒョードル所属。元Bellator世界ヘビー級暫定王者。

## 来歴

### サンボ
2018年の世界コンバットサンボ選手権、欧州コンバットサンボ選手権で優勝すると、2020年の世界コンバットサンボ選手権、ロシア国内選手権でも優勝を果たした。

### 総合格闘技
アマチュア総合格闘技で6戦5勝の戦績を残し、2015年にプロデビューすると、まだプロ戦績1勝0敗ながら素質を買われ、ヒョードルと共にRIZINと契約した。

### RIZIN
2015年12月29日、RIZIN初参戦となったRIZIN FIGHTING WORLD GRAND-PRIX 2015 さいたま3DAYS SARABAの宴で内田雄大と対戦し、リアネイキドチョークで1R一本勝ち。
2016年9月25日、RIZIN FIGHTING WORLD GRAND-PRIX 2016 無差別級トーナメント 開幕戦の無差別級トーナメントに出場し、1回戦でカール・アルブレックソンと対戦。ダウンを奪うなどして3-0の判定勝ち。
2016年12月29日、RIZIN FIGHTING WORLD GRAND-PRIX 2016 無差別級トーナメント 2nd ROUNDの無差別トーナメント2回戦でシモン・バヨルと対戦し、3-0の判定勝ち。
2016年12月31日、RIZIN FIGHTING WORLD GRAND-PRIX 2016 無差別級トーナメント FINAL ROUNDの無差別トーナメント準決勝でアミル・アリアックバリと対戦し、1-2判定負け。キャリア初黒星を喫した。

### Bellator
2017年、Bellatorがヒョードルと契約した際に、ヒョードルが契約オプションに自身の試合時にネムコフやモルダフスキーなどの同門RIZIN選手を起用する条件を付け加えたことから、自動的にRIZINからBellatorに移籍となった。
2017年7月14日、Bellator初参戦となったBellator 181でカール・スマヌタファと対戦し、3-0の判定勝ち。
2020年8月21日、Bellator 244でロイ・ネルソンと対戦し、3-0の判定勝ち。

#### Bellator世界王座獲得
2021年6月25日、Bellator 261のBellator世界ヘビー級暫定王座決定戦でヘビー級ランキング1位のティモシー・ジョンソンと対戦し、3-0の5R判定勝ち。王座獲得に成功した。

#### 世界王座陥落
2022年1月29日、Bellator 273のBellator世界ヘビー級王座統一戦で正規王者ライアン・ベイダーと対戦し、僅かに優勢ともいえる試合展開だったが僅差の展開となったことで、0-3の5R判定負け。王座統一に失敗した。

## 戦績
| 総合格闘技 戦績 | 総合格闘技 戦績 | 総合格闘技 戦績 | 総合格闘技 戦績 | 総合格闘技 戦績 | 総合格闘技 戦績 | 総合格闘技 戦績 |
| --------------- | --------------- | --------------- | --------------- | --------------- | --------------- | --------------- |
| 20 試合         | (T)KO           | 一本            | 判定            | その他          | 引き分け        | 無効試合        |
| 14 勝           | 2               | 3               | 9               | 0               | 0               | 2               |
| 4 敗            | 1               | 0               | 3               | 0               | 0               | 2               |

| 勝敗 | 対戦相手                 | 試合結果                                    | 大会名                                                                                                | 開催年月日     |
| －   | アレクサンドル・ロマノフ | 1R 4:26ノーコンテスト（偶発的なローブロー） | PFL World Tournament 7 【2025年PFLヘビー級トーナメント準決勝】                                        | 2025年6月27日  |
| ○    | セルゲイ・ビロステニー   | 5分3R終了 判定3-0                           | PFL World Tournament 4 【2025年PFLヘビー級トーナメント準々決勝】                                      | 2025年5月1日   |
| ×    | リントン・ヴァッセル     | 5分3R終了 判定1-2                           | PFL 4: 2024 Regular Season                                                                            | 2024年6月13日  |
| ○    | アンテ・デリア           | 1R 2:17 TKO（膝蹴り→パンチ連打）            | PFL 1: 2024 Regular Season                                                                            | 2024年4月4日   |
| ○    | スティーブ・モウリー     | 5分3R終了 判定3-0                           | Bellator 298: Storley vs. Ward                                                                        | 2023年8月11日  |
| ×    | リントン・ヴァッセル     | 1R 3:03 KO（右フック→グラウンドの肘打ち）   | Bellator 292: Nurmagomedov vs. Henderson                                                              | 2023年3月10日  |
| －   | スティーブ・モウリー     | 1R 0:54 ノーコンテスト（偶発的なサミング）  | Bellator 284                                                                                          | 2022年8月12日  |
| ×    | ライアン・ベイダー       | 5分5R終了 判定0-3                           | Bellator 273 【Bellator世界ヘビー級王座統一戦】                                                       | 2022年1月29日  |
| ○    | ティモシー・ジョンソン   | 5分5R終了 判定3-0                           | Bellator 261 【Bellator世界ヘビー級暫定王座決定戦】                                                   | 2021年6月25日  |
| ○    | ロイ・ネルソン           | 5分3R終了 判定3-0                           | Bellator 244                                                                                          | 2020年8月21日  |
| ○    | ハビー・アヤラ           | 5分3R終了 判定3-0                           | Bellator 239                                                                                          | 2020年2月21日  |
| ○    | リントン・ヴァッセル     | 5分3R終了 判定3-0                           | Bellator 218                                                                                          | 2019年3月22日  |
| ○    | アーネスト・ジェームス   | 1R 4:03 TKO（スタンドパンチ連打）           | Bellator 202                                                                                          | 2018年7月13日  |
| ○    | カール・スマヌタファ     | 5分3R終了 判定3-0                           | Bellator 181                                                                                          | 2017年7月14日  |
| ×    | アミル・アリアックバリ   | 5分2R終了 判定1-2                           | RIZIN FIGHTING WORLD GRAND-PRIX 2016 無差別級トーナメント FINAL ROUND 【無差別級トーナメント 準決勝】 | 2016年12月31日 |
| ○    | シモン・バヨル           | 5分2R終了 判定3-0                           | RIZIN FIGHTING WORLD GRAND-PRIX 2016 無差別級トーナメント 2nd ROUND 【無差別級トーナメント 2回戦】    | 2016年12月29日 |
| ○    | カール・アルブレックソン | 5分2R終了 判定3-0                           | RIZIN FIGHTING WORLD GRAND-PRIX 2016 無差別級トーナメント 開幕戦 【無差別級トーナメント 1回戦】       | 2016年9月25日  |
| ○    | ダニエル・ドーラー       | 1R 0:47 ギロチンチョーク                    | FNG 50                                                                                                | 2016年6月17日  |
| ○    | 内田雄大                 | 1R 2:20 リアネイキドチョーク                | RIZIN FIGHTING WORLD GRAND-PRIX 2015 さいたま3DAYS 【ヘビー級トーナメント・リザーブファイト】         | 2015年12月29日 |
| ○    | カレン・カラプティアン   | 1R 1:26 腕ひしぎ十字固め                    | Professional Combat Sambo: Eurasian Economic Union                                                    | 2015年2月21日  |

## 獲得タイトル
- ヨーロッパコンバットサンボ選手権90kg超級 銅メダル（2014年）
- ヨーロッパコンバットサンボ選手権100kg未満級 銅メダル（2018年）
- 世界コンバットサンボ選手権100kg超級 金メダル（2018年）
- 世界コンバット柔術選手権100kg超級 金メダル（2020年）
- コンバットサンボロシア国内選手権 金メダル（2020年）